# T54 (танк)
T54 — американский тяжёлый танк 1950-х годов с тремя различными башнями, каждая из которых была вооружена 105-мм пушкой, установленной на шасси M48.

## История создания
В декабре 1950 года в Руководстве по разработке армейского оборудования рекомендовалось создать танк с 105-мм танковой пушкой. К 6 июля 1951 года Протокол Технического Комитета по Вооружениям официально инициировал проект разработки двух новых машин: танк Т54 с 105-мм пушкой и Т54Е1 с 105-мм пушкой. 105-мм пушка Т140 Т54 представляла собой более легкую версию 105-мм пушки Т5Е2, которая была вооружением тяжелого танка Т29. Разработанные для использования с автоматом заряжания, их казённики были перевернутыми и использовались фиксированные патроны. При модификации для использования с качающейся башней орудие от T54E1 было обозначено как 105-мм пушка T140E2. Всего было заказано два прототипа T54E1, из которых как минимум один был завершён и подвергнут испытаниям. Башня T54E1 была похожа на башню танка T69, она была трёхместной и имела 9-снарядный барабан заряжания под орудием. От T54E1 отказались в 1956 году, а в 1957 году весь проект был отменен в пользу среднего танка T95.

## Модификации
- T54 — основной вариант. Вооружен 105-мм пушкой T140 в обычной башне с автоматом заряжания[3].
- T54E1 — дальнейшая модификация. Вооружен 105-мм пушкой T140E2 в качающейся башне с автоматом заряжания[3].
- T54E2 — дальнейшая модификация. Вооружен 105-мм пушкой T140E3 в обычной башне с ручным заряжением[4].